# MTV Europe Music Awards 1999
Gli MTV Europe Music Awards 1999 sono stati trasmessi da Dublino, Irlanda l'11 novembre 1999 in diretta dal Point Depot. È stata la 6 edizione della omonima premiazione e fu condotta dal frontman dei Boyzone, Ronan Keating. Ad esibirsi sono stati tra gli altri Mariah Carey con "Heartbreaker", Britney Spears con un medley delle sue hit "...Baby One More Time" e "(You Drive Me) Crazy", The Cardigans, Jamiroquai, Marilyn Manson, The Corrs e Iggy Pop.
Per presentare i premi hanno fatto la loro comparsa Carmen Electra, Christina Aguilera, Mary J. Blige, Fun Lovin' Criminals, Geri Halliwell e Denise Richards.

## Esibizioni

### Pre Show
- B*Witched — "Jesse Hold On"
- Westlife — "If I Let You Go"

### Show
- Mariah Carey (feat. Missy Elliott e Da Brat) — "Heartbreaker"
- The Cardigans — "Erase/Rewind"
- The Corrs — "Radio"
- Whitney Houston — "Get It Back / My Love Is Your Love"
- Iggy Pop — "Lust for Life"
- Jamiroquai — "King for a Day"
- Ligabue — "L'odore del sesso"
- Marilyn Manson — "Rock Is Dead"
- The Offspring — "The Kids Aren't Alright"
- Puff Daddy — "Best Friend"
- Britney Spears — "...Baby One More Time / (You Drive Me) Crazy"
- Underworld — "Push Upstairs"

## Vincitori
I vincitori sono indicati in grassetto.

### Best Song
- Backstreet Boys — "I Want It That Way"
- Madonna — "Beautiful Stranger"
- George Michael e Mary J. Blige — "As"
- Britney Spears — "...Baby One More Time"
- TLC — "No Scrubs"

### Best Video
- Aphex Twin — "Windowlicker"
- Björk — "All Is Full of Love"
- Blur — "Coffee & TV"
- Fatboy Slim — "Praise You"
- George Michael e Mary J. Blige — "As"

### Best Album
- Backstreet Boys — Millennium
- Boyzone — By Request
- Lauryn Hill — The Miseducation of Lauryn Hill
- The Offspring — Americana
- Red Hot Chili Peppers — Californication

### Best Female
- Geri Halliwell
- Lauryn Hill
- Whitney Houston
- Madonna
- Britney Spears

### Best Male
- Ricky Martin
- George Michael
- Sasha
- Will Smith
- Robbie Williams

### Best Group
- Backstreet Boys
- The Cardigans
- Jamiroquai
- The Offspring
- TLC

### Best New Act
- Eminem
- Jennifer Lopez
- Britney Spears
- Vengaboys
- Westlife

### Best Pop
- Britney Spears
- Boyzone
- Five
- Ricky Martin
- Backstreet Boys

### Best Dance
- Basement Jaxx
- The Chemical Brothers
- Fatboy Slim
- Jamiroquai
- Mr. Oizo

### Best Rock
- The Cardigans
- Lenny Kravitz
- Marilyn Manson
- The Offspring
- Red Hot Chili Peppers

### Best R&B
- Mariah Carey
- Lauryn Hill
- Whitney Houston
- Jennifer Lopez
- TLC

### Best Hip-Hop
- Beastie Boys
- Busta Rhymes
- Eminem
- Puff Daddy
- Will Smith

### Free Your Mind
- Bono

## Premi regionali

### Miglior artista UK & Irlanda
- Basement Jaxx
- Boyzone
- Lynden David Hall
- Manic Street Preachers
- Texas
- Westlife

### Miglior artista nordico
- Jennifer Brown
- The Cardigans
- Andreas Johnson
- Lene Marlin
- Petter

### Best artistico tedesco
- Absolute Beginner
- Freundeskreis
- Guano Apes
- Xavier Naidoo
- Sasha

### Miglior artista italiano
- Alex Britti
- Elio e le Storie Tese
- Jovanotti
- Negrita
- Vasco Rossi